# Kettletoft Bay

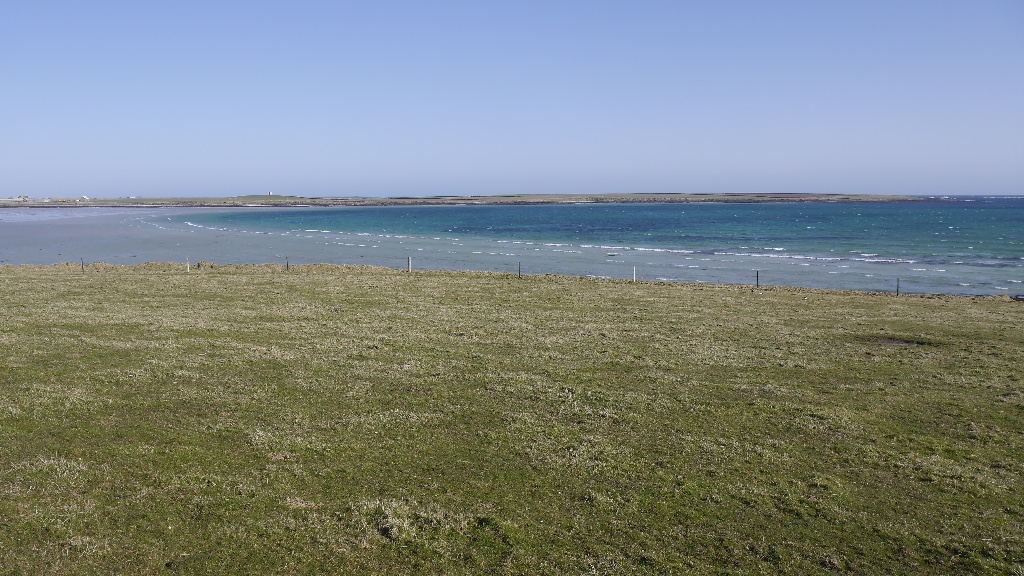
Blick in die Bucht

Die Kettletoft Bay ist eine Bucht, die im Norden der zu Schottland zählenden Orkneyinseln liegt.

## Geographie
Die Kettletoft Bay liegt an der südlichen Küste der Insel Sanday. Begrenzt wird sie durch die Bea Ness im Westen und die Els Ness im Osten. Der Übergang zur offenen See erfolgt durch die Little Sea im Nordosten sowie den Holm Sound im Süden. In ihm liegt die unbewohnte Insel Holm of Elsness. Die Bucht wird von Schiffen genutzt, die in der im Norden gelegenen Ortschaft Kettletoft einen Hafen finden.

## Historisches
Im Rahmen der historischen Gliederung Schottlands in Civil Parishes zählt die Kettletoft Bay zu Cross and Burness.